# Grande Anse (zatoka Lennox Passage)
Grande Anse – zatoka (ang. cove, fr. anse) cieśniny Lennox Passage w kanadyjskiej prowincji Nowa Szkocja, w hrabstwie Richmond; nazwa urzędowo zatwierdzona 1 marca 1956.